# Dubatówka (gmina)
Dubatówka (następnie Żodziszki) – dawna gmina wiejska istniejąca na Wileńszczyźnie (obecnie na Białorusi). Siedzibą władz gminy było miasteczko Dubatówka.
Początkowo gmina należała do powiatu święciańskiego w guberni wileńskiej. 7 czerwca 1919 jednostka weszła w skład utworzonego pod Zarządem Cywilnym Ziem Wschodnich okręgu wileńskiego, przejętego 9 września 1920 przez Tymczasowy Zarząd Terenów Przyfrontowych i Etapowych.
W związku z powstaniem Litwy Środkowej 9 października 1920 jednostka wraz z główną częścią powiatu święciańskiego znalazła się w jej strukturach. 23 kwietnia 1921 r. gminie przywrócono nazwę Żodziszki.